# Musée juif de l'Oregon
 (février 2023).
L'Oregon Jewish Museum and Center for Holocaust Education est le plus grand musée consacré à l'histoire des Juifs de l'Oregon, aux États-Unis. Le musée est consacré à la préservation, à la recherche et à l'exposition d'art, de documents d'archives et d'artefacts des Juifs et du judaïsme en Oregon. 
Le musée contient des archives de ses diverses expositions communautaires et itinérantes, de ses programmes et événements culturels et de ses activités éducatives sur l'identité, la culture et l'assimilation juives. 

## Histoire

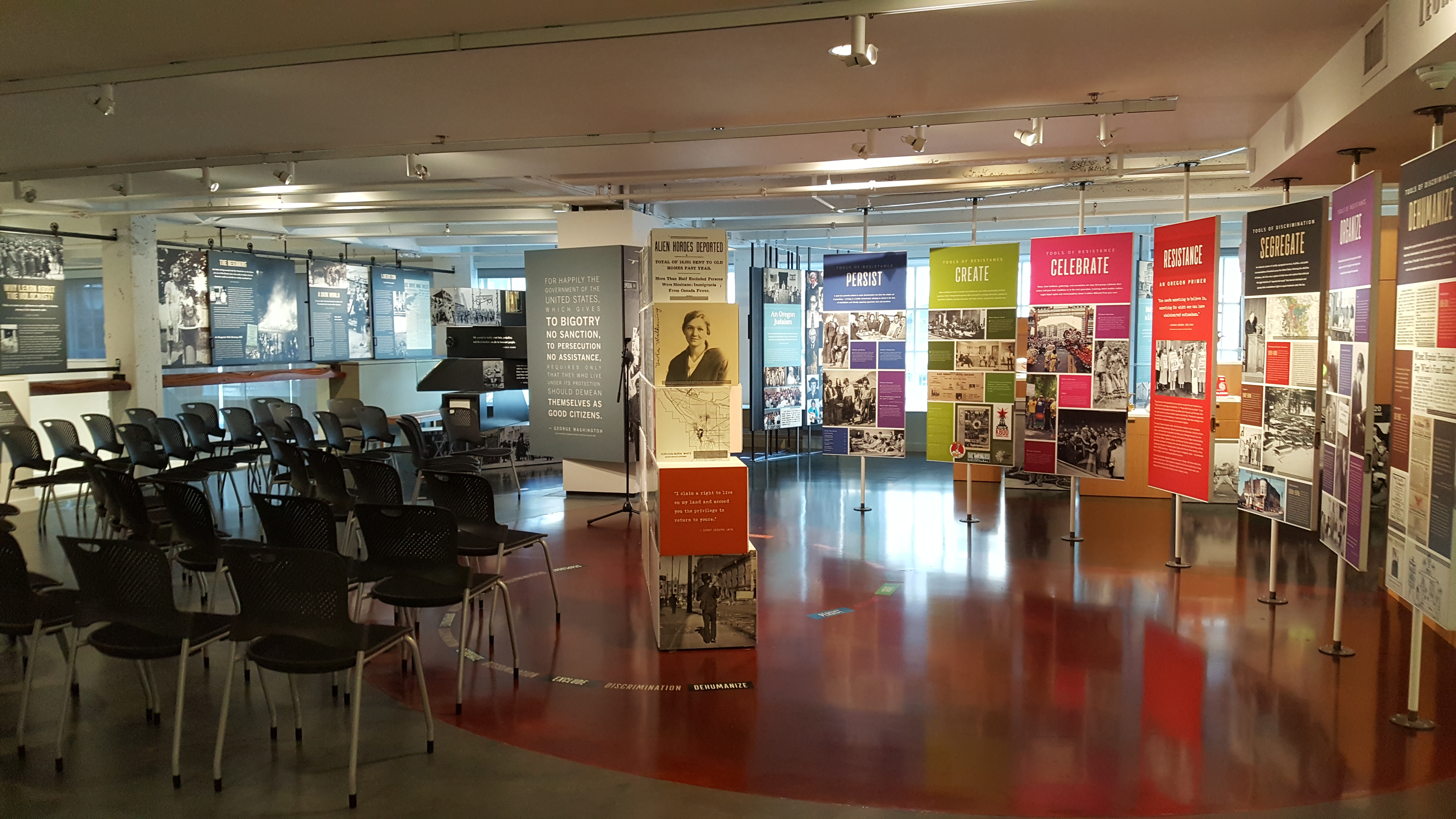
Intérieur du musée, 2018.

En juillet 1998, le musée embauche son premier directeur. Au même moment, il déménage dans une suite de bureaux donnée à Montgomery Park dans le nord-ouest de Portland.

## Expositions principales
- Oregon Jewish Stories documente l'expérience de la communauté juive de l'Oregon depuis ses débuts à l'époque de la ruée vers l'or des années 1840 jusqu'à aujourd'hui. Il explore les questions d'identité avec lesquelles de nombreux Juifs de l'Oregon se débattent et explore l'expérience des Juifs dans tout l'État[4],[5].
- L'Holocauste, une perspective de l'Oregon examine l'histoire de l'Holocauste à travers les histoires de personnes qui ont survécu à l'Holocauste et ont ensuite élu domicile dans l'Oregon et le sud-ouest de Washington, et en tant que tel, traite à la fois de l'histoire de l'Holocauste et de l'Oregon. Enracinée dans le passé mais engageant les visiteurs dans le présent, cette exposition rencontre les visiteurs là où ils se trouvent, posant des questions telles que Qu'est-ce qui vous amène ici aujourd'hui ? et Que pensez-vous de ce que vous avez vu ici aujourd'hui ?[5],[6].

## Expositions tournantes précédentes
- Hans Coper - Moins, c'est plus, 6 juin-22 septembre 2019[7] ;
- Betty LaDuke - Premiers travaux, 6 juin-22 septembre 2019[8] ;
- Mel Bochner - Enough Said des collections de Jordan D. Schnitzer et de la His Family Foundation, 7 mars - 26 mai 2019[9] ;
- Le Dernier Voyage des Juifs de Lodz. 9 octobre 2018-24 février 2019[10] ;
- RB Kitaj : Un Juif, etc, etc, 7 juin-30 septembre 2018[11] ;
- Vedem : Le magazine souterrain du ghetto de Terezin, 16 février-27 mai 2018[12] ;
- Je suis ceci, Art par des artistes juifs de l'Oregon. 19 octobre 2017 - 4 février 2018[13] ;
- De Munich à Portland : une peinture sauve une famille, 19 octobre 2017 - 4 février 2018[14] ;
- Alefbet : L'alphabet de la mémoire. 11 juin - 1er octobre 2017[15] ;
- Lettres lumineuses : fils de connexion par Sara Harwin. février - mai 2014 ;
- S'installer, mai-septembre 2013[16],[17] ;
- Images de la Résistance : Les Photographies de guerre de Faye Schulman, février–avril 2013 ;
- Oregon ou Buste : 1936, photographies d'Arthur Rothstein, printemps 2013 ;
- Dans le jeu, mai-septembre 2012[18] ;
- Transport : Œuvres de Henk Pander et Esther Podemski, janvier-mars 2012 ;
- 48 Juifs Œuvres d'Abshalom Jac Lahav, juin-septembre 2009.